# Левинсон, Леонард Луис
Леонард Луис Левинсон (англ. Leonard Louis Levinson) — американский писатель, сценарист, продюсер и режиссёр. Известен как автор множества афоризмов. Также писал книги по кулинарии.

## Фильмография
1. 1936 — «Death in the Air» (продакшн-менеджер)
2. 1941 — «Look Who's Laughing» (сценарист)
3. 1949 — «Romantic Rumbolia» (короткометражный; сценарист, продюсер и режиссёр)
4. 1949 — «Bungle in the Jungle» (короткометражный; продюсер)
5. 1949 — «The 3 Minnies: Sota, Tonka & Ha-Ha» (короткометражный; сценарист, продюсер и режиссёр)
6. 1949 — «Beyond Civilization to Texas» (короткометражный; продюсер)
7. 1954 — «Your Favorite Story» (телесериал, серия «The Story of Two Lives»; сценарист)[3]

## Радио и телевидение
- Автор идеи и один из сценаристов радиоситкома «The Great Gildersleeve» (1941—1958).
- Один из сценаристов телеситкома «Fibber McGee and Molly» (1935—1959).
- Один из режиссёров телешоу «Amos 'n' Andy» (1951—1953).
- В 1950 году принимал участие в популярном ток-шоу «We the People».